# Tweekleurige bosspitsmuis
De tweekleurige bosspitsmuis (Sorex coronatus) is een zoogdier in de familie van spitsmuizen. Hij lijkt veel op de nauw verwante gewone bosspitsmuis.

## Kenmerken
Het dier is tussen de 60 en 85 millimeter groot, met een staart van tussen de 37 en de 47 millimeter lang. De tweekleurige bosspitsmuis weegt 6,5-11,5 gram. Bosspitsmuizen hebben, net als andere roodtandspitsmuizen, tanden en kiezen met oranje punten. De vacht is op de rug donkerbruin en op de buik bleek. Op de zijkant van het lijf is duidelijk een overgang van de twee kleuren te zien, net als bij de veldspitsmuis. De verwante bosspitsmuis (Sorex araneus) is uiterlijk moeilijk te onderscheiden. Op basis van schedels zijn ze echter wél te onderscheiden. Verder is de tweekleurige bosspitsmuis ietwat kleiner, behalve op Jersey, waar hij groter wordt dan de bosspitsmuizen van het Engelse vasteland.

## Voedsel en gedrag
Het eten van de bosspitsmuis bestaat vooral uit insecten, spinnen en wormen. Tevens zijn ze aaseters en eten ze zo nu en dan iets plantaardigs. Zelf valt hij weleens ten prooi aan uilen.
Tweekleurige bosspitsmuizen zijn algemeen in het grootste deel van West-Europa. Hier leven ze vooral in Frankrijk, maar de soort komt voor van Noord-Spanje noordwaarts tot Nederland en zuidwaarts tot Oostenrijk. De spitsmuis ontbreekt op de Britse eilanden, maar komt wel voor op Jersey, waar hij mogelijk is geïntroduceerd. Ze komen voor in drogere, warmere streken dan de bosspitsmuis. In Nederland zijn de dieren zeer veelvoorkomend, vooral in grasland en bos. Met name als het vochtig is, zijn de dieren talrijk. Op Jersey leeft hij vooral in kustgebieden.

## Voortplanting
Het voortplantingsseizoen duurt van mei tot september. Na een draagtijd van 20 dagen worden 5 tot 6 jongen geboren (maar kan variëren tussen 3 en 7). De tweekleurige bosspitsmuis heeft 4 tot 6 worpen per jaar. In de eerste lente na de geboorte zijn de jongen geslachtsrijp.